# Машковский, Сергей Александрович
Сергей Александрович Машковский (укр. Сергій Олександрович Машковський; род. 29 апреля 1980, Любомль, Волынская область) — украинский политик, глава Житомирской ОГА с 22 июля 2014 по 31 августа 2016 года.

## Биография
В 2004 году окончил Киевский национальный лингвистический университет по специальности «Английский язык и литература», с 2000 по 2006 год проживал и работал в городе Лондон. Совершенствовал свои языковые навыки английского и закончил университетский курс по управлению бизнесом. В 2006 году вернулся в Украину и с 2006 года проживает в Житомире постоянно. В этом году женился здесь, есть семья. Сейчас работает директором ООО «Полесье Моторс Групп», также по совместительству ещё является директором компании «Форвард Классик» — это дилерские центры, которые занимаются продажей и обслуживанием автомобилей, также является структурным подразделением крупного холдинга, в котором автомобильная группа занимает несколько дилерских центров. В него входят Ford, Renault, Honda и Hyundai Motor Company. С 2010 года депутат Житомирского городского совета, был избран по списку от «Родного города». Является членом бюджетной комиссии горсовета.
22 июля 2014 года Президент Украины Пётр Порошенко назначил Сергея Машковского главой Житомирской областной государственной администрации. Государственный служащий 3-го ранга.
16 августа 2016 года председатель Житомирской облгосадминистрации Сергей Машковский подал в отставку, написав заявление по собственному желанию.